# 古河虎之助
古河 虎之助（ふるかわ とらのすけ、明治20年（1887年）1月1日 - 昭和15年（1940年）3月30日）は、日本の実業家。古河財閥創業者古河市兵衛の実子で、3代目当主。爵位は男爵。位階勲等は正四位勲三等瑞宝章。紺綬褒章受章。号は風可。古河財閥を多角化させ、総合財閥に発展させた。

## 経歴
東京府出身。古河市兵衛の晩年の子である。母は柳橋の芸妓・小清。
幼少より慶應義塾に学び、小幡篤次郎の薫陶を受ける。明治36年（1903年）に慶應義塾普通部を卒業し、ニューヨークのコロンビア大学に留学する。明治38年（1905年）1月に義兄である潤吉の養子となるが、同年12月に潤吉が36歳で病没したため、若くして古河財閥の3代目当主となった。間もなく、副社長として病床の潤吉を支えてきた原敬も、内務大臣就任のため古河鉱業を辞任し、市兵衛の片腕だった木村長七が虎之助の後見人となって実際の経営を取り仕切った。明治40年（1907年）親戚で古河鉱業社員の中島久万吉と共に欧米を遊学の後に帰国する。この中島が後の古河家を支えていく。大正4年（1915年）12月1日、経済発展に尽力した実父市兵衛の勲功により男爵に叙爵された。
虎之助が財閥を相続した当時、経営基盤は依然として足尾銅山が産出する銅であった。鉱毒問題に対しては、古河鉱業も鉱毒予防令に従い対策工事を実施していたものの、同社への非難の声はなお根強かった。1906年、古河鉱業社長に就任して間もない虎之助は社会的な非難を緩和すべく、原敬の助言に従い資金難で設置が危ぶまれていた東北帝国大学と九州帝国大学の校舎建設費用の寄付を申し入れた。寄付金の総額は1907年度から5年間で106万円に達した。この資金で建てられた校舎のうち1棟が、現在も北海道大学構内に古河記念講堂として残されている。また、第10期より母校の慶應義塾評議員に当選し、以来長きに渡り支援に務めた。
1914年に第一次世界大戦が勃発すると、銅の特需に後押しされた古河財閥は経営の多角化を推し進めた。1918年までには、持株会社の古河合名会社が直轄する鉱業（古河鉱業）・金融（古河銀行）・商社（古河商事）を中心として、横浜ゴム、旭電化、富士電機、東亜ペイント、大日電線、帝国生命保険、富士通信機、日本アルミ、古河鋅造、古河電池、日本軽金属、日本特殊軽合金などを傘下に抱く20社以上の企業を束ねる一大コンツェルンに拡張させた。
しかし1920年の戦後恐慌による銅価格の暴落や投機取引の失敗により経営が失速。金融恐慌の影響を古河銀行が大きく受けたため、同行頭取・虎之助は銀行経営に専念するため、古河鉱業社長と古河合名代表社員の職を吉村万治郎に讓った。1921年に古河商事が破綻、1931年には古河銀行を第一銀行に譲渡するに至り、総合財閥として欠かせない商社と金融の機能を喪失した。この間1923年に起こった関東大震災の際、自宅建物に被害はなく、邸内を開放、都心や下町から押し寄せた避難者約2000人を受け入れ、医療団に負傷者の治療に当たらせた。また、バラック住居86戸を建てて避難者524人を収容した。
一方、社長在任中には満洲事変など戦争体制の進展するなかで重化学工業部門に重点を置いて規模拡大を図り、古河電気工業（1920年合併）や富士電機製造（1923年設立）、富士通信機製造（1935年設立）、など、後に親会社の古河鉱業を上回る大企業となった会社が複数誕生している。軍需の拡大した1930年代は鉱業部門に代わってこれらの工業部門が業績を伸ばし、古河財閥は再び急成長していった。
満洲事変以後、日本救世軍、太平洋問題調査会、南満洲鉄道創立委員、東亜経済懇談会等に参加。修養団が発足すると、頭山満、徳富猪一郎（徳富蘇峰）らと共に顧問となる。更に国本社系の興国同志会が発足すると、上杉慎吉と共に財界代表としてバックアップに務めた。
日中戦争が進行し、第二次世界大戦が勃発する中、虎之助は昭和15年（1940年）に「よう」（皮膚病の一種）を患い入院。その後、尿毒症を併発し、同年3月30日に他界。享年54。墓所は港区光林寺。その後、養子の古河従純（西郷従徳侯爵の二男）が家督をついで古河財閥の総帥となったが、敗戦後に従純は公職追放となり古河財閥は財閥解体を命ぜられた。
虎之助が大正6年（1917年）から大正15年（1926年）まで暮らした邸宅は、現在は都立旧古河庭園として公開されている。

## 栄典
- 1915年（大正4年）12月1日 - 男爵[4]

## 家族
- 父・古河市兵衛
- 母・せい子 - 元柳橋芸者
- 妻・不二子（1891年生） - 西郷従道の娘。夫ともに絶世の美女だった。
- 養嗣子・古河従純（1904-1967） - 義理の甥。不二子の兄である西郷従徳の息子。
- 従純の妻・幸子（1916年生） - 虎之助の妹鶴と吉村万治郎の娘。
  - 長男・古河潤之助（1935年生） - 妻の古河典子は久邇宮朝融王の娘。子に古河潤一。[5]
  - 二男・古河久純（1937年生） - 古河林業社長。[6]
  - 三男・古河正純（1938年生） - 古河産業社長。岳父は倉石忠雄。[6]
  - 長女・井上量子（1940年生） - 巴川製紙所社長・井上貴雄（創業者の孫）の妻。[6]
  - 二女・大川富美子（1941年生） - 巴川製紙所監査役・大川博通の妻。[6]
  - 四男・古河建純（1942年生） - 富士通を経てニフティ社長。[7]
  - 五男・古河直純（1944年生） - 日本ゼオン社長。岳父の緒明泰平は三村庸平の弟。[8][9]